# Liste der Skigebiete in Kroatien
In Kroatien gibt es mehrere Gebirgszüge im Hinterland, auf denen man Skifahren kann. Oft befinden sich die Skigebiete nur wenige Kilometer von der Küste entfernt und eignen sich sowohl für Anfänger als auch für Fortgeschrittene. Die kurze Saison geht von Dezember bis Februar.

## Die Skigebiete in Kroatien
- Skigebiet Platak nahe der Hafenstadt Rijeka.
- Skigebiet Sljeme wenige Kilometer von der Hauptstadt Zagreb.
- Skigebiet Bjelolasica unweit der Stadt Ogulin.

Kroatiens Skigebiete sind eher übersichtlich und nicht mit Skigebieten in Österreich oder Skigebieten in Italien zu vergleichen.